# Pirámide cuadrada elongada
En geometría, la pirámide cuadrada elongada es uno de los sólidos de Johnson (J8). Como sugiere su nombre, puede construirse elongando una pirámide cuadrada (J1) mediante la fijación de un cubo a su base cuadrada. Al igual que cualquier pirámide elongada, es autodual.
Un sólido de Johnson es uno de los 92 poliedros convexos que se componen estrictamente de caras poligonales regulares, pero que no son poliedros uniformes (es decir, no son sólidos platónicos, sólidos arquimedianos, prismas o antiprismas). Fueron nombrados por Norman Johnson, quien los enumeró por primera vez en 1966.

## Fórmulas
Fórmulas de la altura ({\displaystyle H}), área ({\displaystyle A}) y volumen ({\displaystyle V}) de la pirámide cuadrada elongada con caras regulares y aristas de longitud {\displaystyle L}:
{\displaystyle H=L\cdot \left(1+{\frac {\sqrt {2}}{2}}\right)\approx L\cdot 1.707106781}
{\displaystyle A=L^{2}\cdot \left(5+{\sqrt {3}}\right)\approx L^{2}\cdot 6.732050808}
{\displaystyle V=L^{3}\left(1+{\frac {\sqrt {2}}{6}}\right)\approx L^{3}\cdot 1.23570226}

## Poliedro dual
El dual de la pirámide cuadrada elongada tiene 9 caras: 4 triangulares, 1 cuadrada y 4 trapezoidales.
| Dual de la pirámide cuadrada elongada | Desarrollo plano del dual |
| ------------------------------------- | ------------------------- |
|                                       |                           |